# Bois de la Bâtie
Pour les articles homonymes, voir Espace naturel sensible du Bois de la Bâtie.
Le Bois de la Bâtie est une colline boisée surplombant la ville de Genève et le quartier de La Jonction.

## Situation
La colline est située sur la rive gauche de l'Arve juste avant sa confluence avec le Rhône qu'elle surplombe de falaises abruptes d'une centaine de mètres de hauteur. Le plateau de Saint-Georges situé au sommet de la colline et couvert de forêts s'étend sur douze hectares et est parcouru de plusieurs ruisseaux (appelés « nants » à Genève). 
On y accède depuis le centre-ville en traversant l'Arve par le pont de Saint-Georges ou la passerelle du Bois de la Bâtie.

## Histoire
Le sommet de la colline est occupé par le fort de la Bastie-Mellié dès 1318. Abandonné, le fort tombe en ruines pendant le XVIe siècle, et le bois l'entourant devient alors officieusement une jouissance publique. Ce n'est qu'en 1868 que les frères Auguste et Théodore Turrettini achètent les différentes parcelles, pour les offrir à la ville à condition que le lieu reste une promenade publique « pour l'éternité ».
La forêt est alors aménagée, et de petits sentiers y sont tracés dans les années 1870. Un grand étang, autour duquel un parc public s'installe, est creusé, avec une île en son centre. Agrandi à plusieurs reprises, le parc s’étend aujourd’hui sur plus de 20 hectares.
Au XIXe siècle, des carrières sont creusées dans la moraine située sous la colline. Abandonnées quelques années plus tard, elles sont remises en état en 1936 par le Français Armand Potdevin pour y faire pousser des champignons de Paris. La dernière champignonnière de Genève se trouve encore dans les grottes naturelles formées par la falaise. 
Par la suite, un camping (créé en 1960), deux restaurants (La Tour côté Jonction et Le Chalet face au Salève), des terrains de football et la plus grande place de jeux de la ville sont aménagés dans le parc.

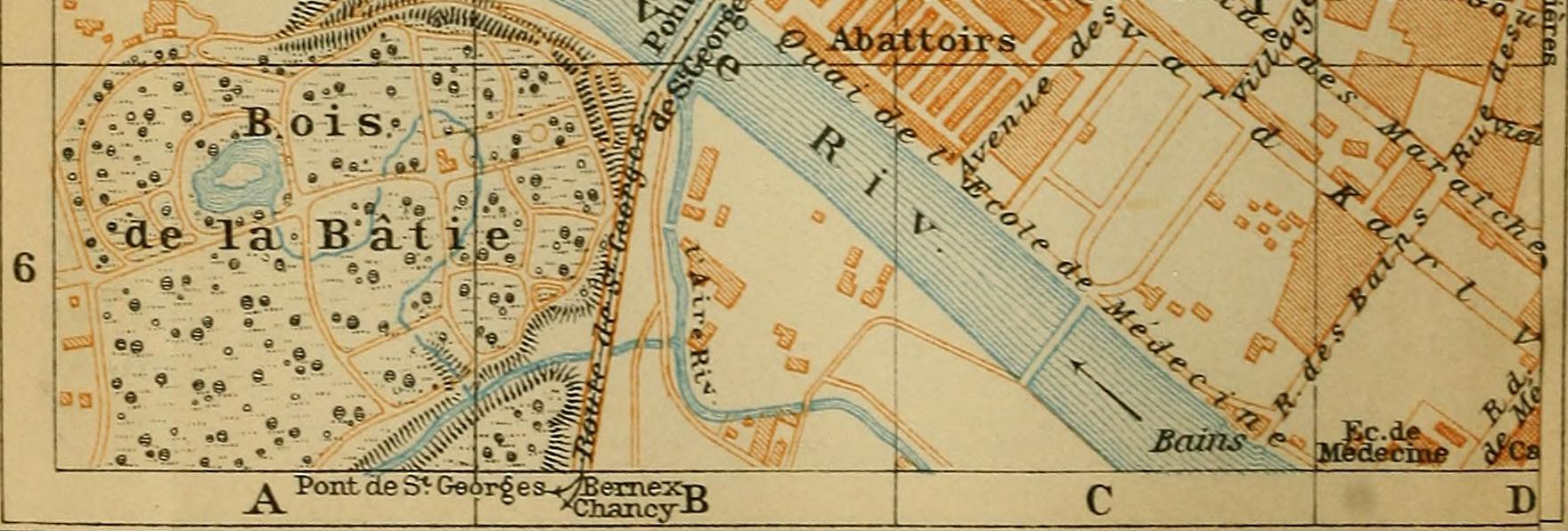
Au début du XXe siècle.

## Parc zoologique

### Historique
En 1945, le jardinier du Bois, du nom de Maréchal, installa quelques abris provisoires pour accueillir des animaux locaux blessés. Devant le succès public rencontré, la ville de Genève créa en 1982 un parc animalier gratuit qui, dès 1985, fut destiné à présenter au public la faune locale et plusieurs espèces animales indigènes menacées.
En 2006, la grippe aviaire menaça l'Europe. La direction du parc prit alors des mesures pour éviter que ses oiseaux n'attrapent la maladie. En effet, le zoo est un lieu d'escale migratoire et de repos pour plusieurs espèces d'oiseaux d'eau. Le parc fit installer dans son enceinte plusieurs grandes volières, où furent alors logés presque tous les oiseaux du parc. L'épidémie de grippe passée, les volatiles purent  à nouveau sortir des abris. La grippe ne fit pas de dégâts dans le zoo, grâce aux mesures de prévention. 
En 2010, le zoo inaugura deux nouvelles grandes volières à côté son entrée principale. Après avoir accédé au parc et être passé à côté des volatiles d'eau, le public s'engage sur un petit pont qui rejoint une île et se retrouve entre les deux fameuses volières. Ces dernières ont été construites pour remplacer deux fermes où vivaient anciennement des poules de races différentes. Désormais, une volière abrite des faisans de Colchide, des faisans dorés jaunes, des faisans vénérés, des tortues, et les oiseaux nouveau-nés du parc. L'autre volière abrite des vanneaux huppés, des harles piettes, des petits gravelots, ainsi que des tourterelles rieuses, vivant dans des arbustes d'environ trois mètres de hauteur. Les volières sont aussi équipées chacune d'un bassin d'eau de taille moyenne, d'un petit abri et de nombreuses mangeoires au sol, dispersées dans les volières. En outre, certains palmipèdes peuvent désormais s'approcher du public, ce qu'interdisait auparavant une barrière. L'endroit a complètement été réaménagé, avec de nouveaux bancs en bois. 
Depuis ses débuts, le parc a gardé les mêmes intentions: offrir à des animaux de ferme suisses menacés de disparition, un lieu où se reproduire et vivre en paix. Le zoo de la Bâtie a  par ailleurs été le théâtre de nombreuses naissances et est ainsi devenu un endroit très apprécié des Genevois, en accueillant des animaux emblématiques de la faune suisse, tels que les bouquetins, les chamois, les marmottes, les tétras lyres, les sangliers, les daims, les chevreuils, les perdrix, les passereaux, les canards, les chouettes, les furets, les fouines, les lièvres, les faisans, les cailles, les grèbes, les oies et les cygnes.

### Espèces du parc
Aujourd'hui encore, le parc existe et a bien évolué, puisqu'il compte presque 500 animaux sur environ 60 espèces différentes, telles que des sangliers, des porcs laineux, des moutons, des poules, des chèvres, des vaches, des poneys Shetland, des ânes de Sardaigne, des daims européens, des bouquetins des Alpes, des chamois, des chevreuils, des marmottes des Alpes, des fouines, des furets, des lapins domestiques, des lièvres variables, des cochons d'Inde, des canards de ferme (canards de Barbarie, canards souchets, canards pilets, garrots à œil d'or, tadornes casarcas, tadornes de Belon, eiders à duvet et canards mandarins), des tétras lyres, des chouettes (effraies, chevêches et hulottes), diverses espèces de passereaux européens (chardonnerets élégants, pinsons des arbres, verdiers), des faisans, des perdrix grises, des grues demoiselles, des oies (bernaches à cou roux, oies à têtes barrées, bernaches du Canada, bernaches nonnettes, oies cendrées, oies de Guinée, oies des neiges, oies naines et oies rieuses), des cygnes tuberculés, des grèbes, des dindons sauvages, des pintades de Numidie, des cailles des blés, des paons bleus et des tortues cistudes d'Europe. 
De nombreux animaux sauvages se sont également installés dans le parc, de manière tout à fait anodine et naturelle. Ces espèces sont principalement des hérons cendrés, des aigrettes garzettes, des corneilles, des pigeons bisets, des pigeons ramiers, des tourterelles turques, des moineaux domestiques, des mouettes rieuses, des foulques macroules, des poules d'eau et des canards sauvages, tels que des canards colverts, des nettes rousses, des fuligules milouins et morillons, pour la plupart ayant migré du lac Léman et du Rhône.

### Habitat des animaux
Les animaux vivent dans de grands enclos, répartis sur environ vingt hectares, parfaitement adaptés à leurs besoins. 
Les chamois, les bouquetins, les marmottes et les lièvres possèdent par exemple un enclos très vaste où de nombreux rochers sont entreposés et où sont plantés quelques conifères, afin de constituer l'environnement naturel des animaux, à savoir la montagne. 
Le parc accueille également des oiseaux du bord de mer dans une volière de taille moyenne, où est installé un bassin, des roseaux typiques, des rochers, et où le sol est entièrement recouvert de sable. Des avocettes élégantes, des huîtriers pies, des vanneaux huppés, des grèbes castagneux, des sarcelles d'hiver et d'été ainsi que quelques poissons rouges y vivent.
Certaines espèces s'acclimatent toutefois moins bien que certaines à vivre dans un enclos. Il n'est donc pas rare de croiser sur les chemins du parc réservés au public, des poules, des paons ou des pintades. 
Un grand étang est visible dans le parc, surmonté d'une petite île où sont installées les deux grandes volières, qui est notamment un endroit où de nombreux canards, cygnes, oies, foulques, poules d'eau et hérons peuvent vivre en paix et en liberté ou en semi-liberté. Dans une des deux volières, une pie a appris (2021) à dire quelques mots, comme "ça va ?", "allô ?", ou "coucou !"  (une deuxième pie y a été ajoutée en 2022). Tout au long du lac (dont il est possible de faire le tour à l'intérieur et l'extérieur du parc, en passant notamment par une passerelle), on peut aussi observer de petits groupes de tortues cistudes d'Europe allant de cinq à vingt individus.
Les vaches vivent dans les hauteurs du zoo, juste après l'enclos alpin, et possèdent un grand terrain d'herbe ainsi que leur propre étable. Les espèces de bovins qu'accueille le zoo de la Bâtie sont menacées, et demandent ainsi un habitat et un soin particulier par rapport aux élevages de vaches traditionnels.

### Espèces menacées
Le parc accueille huit espèces d'animaux de ferme menacées, toutes originaires de Suisse :
- La chèvre bottée ;
- La chèvre à col noir du Valais ;
- La chèvre Paon ;
- La chèvre rayée des Grisons ;
- Le mouton d'Engadine ;
- Le mouton du Valais à nez noir ;
- La vache grise rhétique ;
- La poule d'appenzell huppée.

Le parc accueille également deux espèces d'oiseaux sauvages menacées à Genève: la perdrix grise et la chouette chevêche.

## Festival de la Bâtie
En 1977, un festival du nom de Festival de la Bâtie se crée dans le but de promouvoir les artistes locaux. Les premières éditions se déroulent dans le bois et présentent différents spectacles de musique, de danse ou de théâtre. Vingt ans plus tard, le festival est devenu une institution de la vie culturelle genevoise et quitte le bois de la Bâtie en 1983 pour s'étendre à l'ensemble de la ville.

## Réservoirs

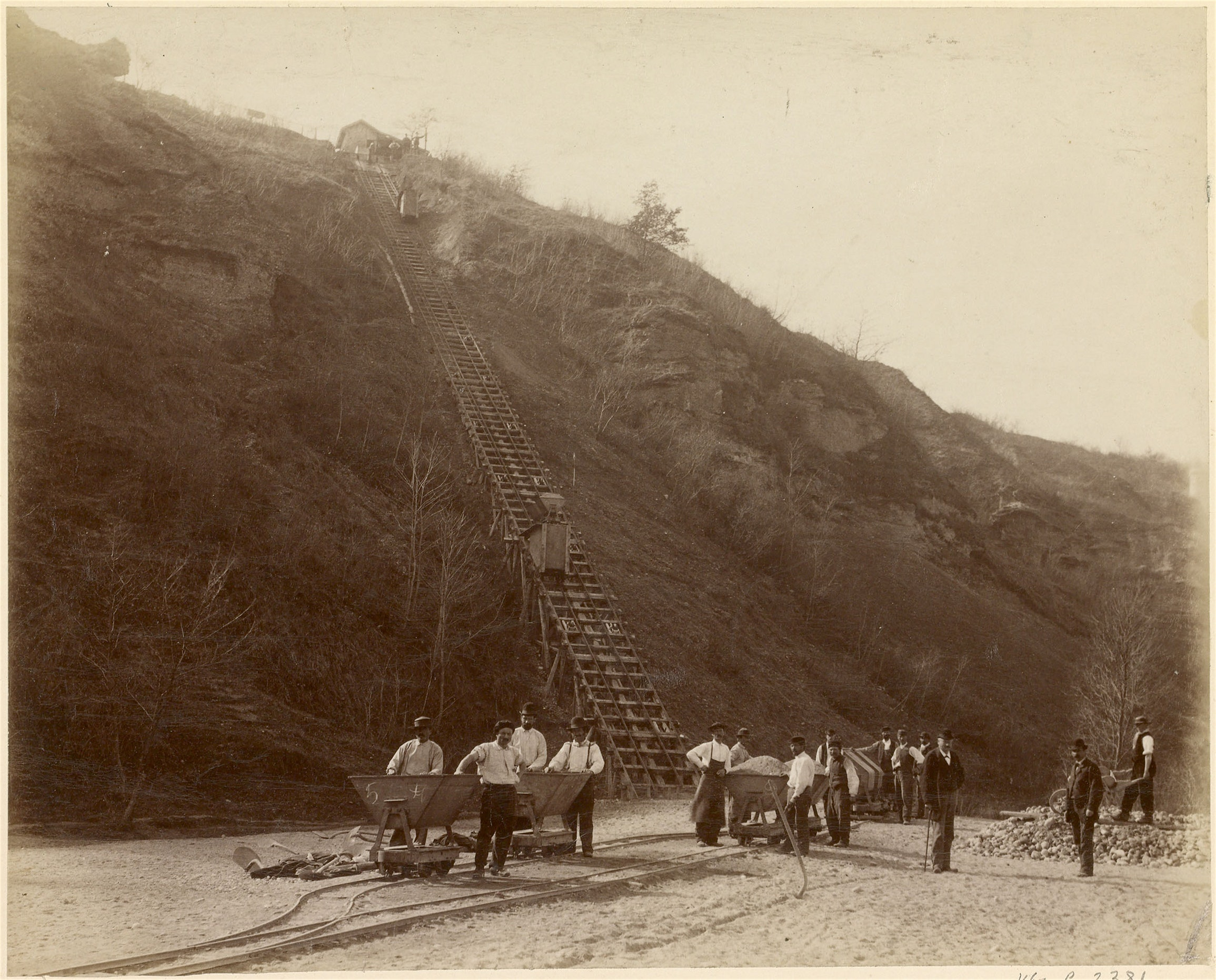
Plan incliné hydraulique construit en 1881, wagonnets Decauville.

En 1873 et 1934, la ville construit au Bois de la Bâtie deux réservoirs d’eau alimentés par la machine hydraulique du Rhône. Il se remplissent pendant la nuit et servent à réguler et à compléter la fourniture d’eau pendant la journée. L'eau est transportée par deux conduites fixées sous le tablier de la passerelle du Bois de la Bâtie.
Désaffectés au cours du XXe siècle, les réservoirs seront transformés. Une décision du 12 janvier 2000 voit le plus récent d'entre eux (numéro 2) être utilisé comme dépôt pour les bibliothèques publiques genevoises.